# Кључ теозофије
Кључ теозофије је књига Хелене Блавацки из 1889. године, која јасно излаже принципе теозофије на читљив начин у облику питања и одговора. Покрива теозофију и теозофско друштво, природу људског бића, живот после смрти, реинкарнацију, Кама-Локу и Девачан
, људски ум, практичну теозофију и махатме.
Ненасилни активиста Махатма Ганди говорио је о томе у својој аутобиографији:
„Ова књига је подстакла у мени жељу да читам књиге о хиндуизму, и разобличила ме од идеје коју су мисионари неговали да је хиндуизам препун сујеверја. 